# 環境カオリスタ
環境カオリスタ（かんきょうかおりすた）は、日本アロマ環境協会による植物の香りや自然環境を学ぶ民間資格の検定。

## 概要
2009年からインターネット試験により始まった検定。カオリスタ、とは日本語の“香り”という意味と、イタリア語の -ista (人を表す用語)を掛け合わせたオリジナルの言葉で、植物の恵みや香り、人の環境問題に対する行動が未来にどう繋がるかというエコアクションについて詳しく学ぶ。

## 教材

### 公式テキスト
- 環境カオリスタ検定（公益社団法人日本アロマ環境協会、2018年版）407430189X
  - 環境カオリスタ検定公式テキスト 2011年6月改訂版（公益社団法人日本アロマ環境協会、2011年版）4931533086